# Danh sách người Do Thái trong tôn giáo

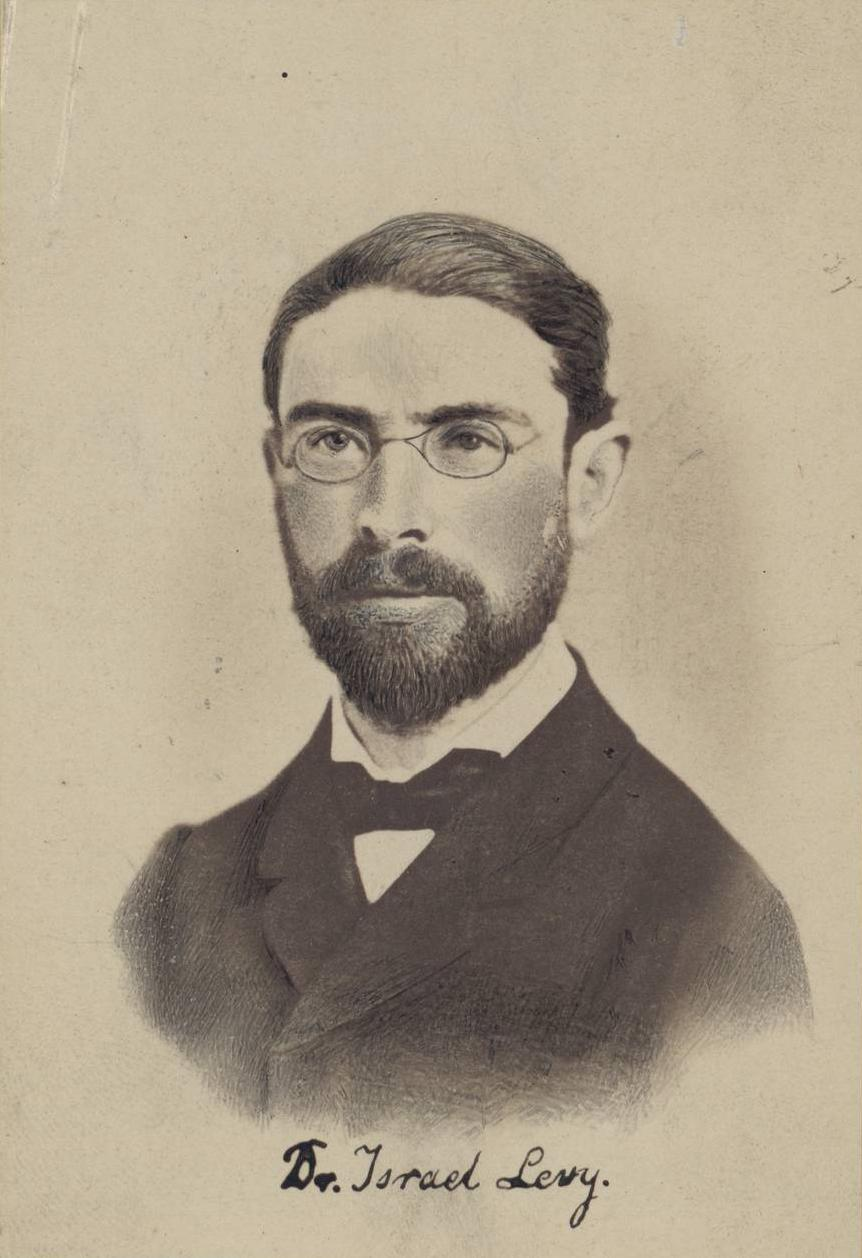
Học giả người Do Thái Israel Lewy

Đây là danh sách những người Do Thái lừng danh trong tôn giáo.

## Các nhân vật kinh thánh
Xem: Danh sách người Do Thái trong Kinh Thánh.

## Đại Tư Tế
See: Danh sách các Đại Tư Tế ở Israel.

## Thầy đạo
See: Danh sách các thầy đạo.

## Các nhà lãnh đạo tôn giáo khác (bao gồm cả người Do Thái gắn liền với các tôn giáo bên ngoài Do thái giáo)

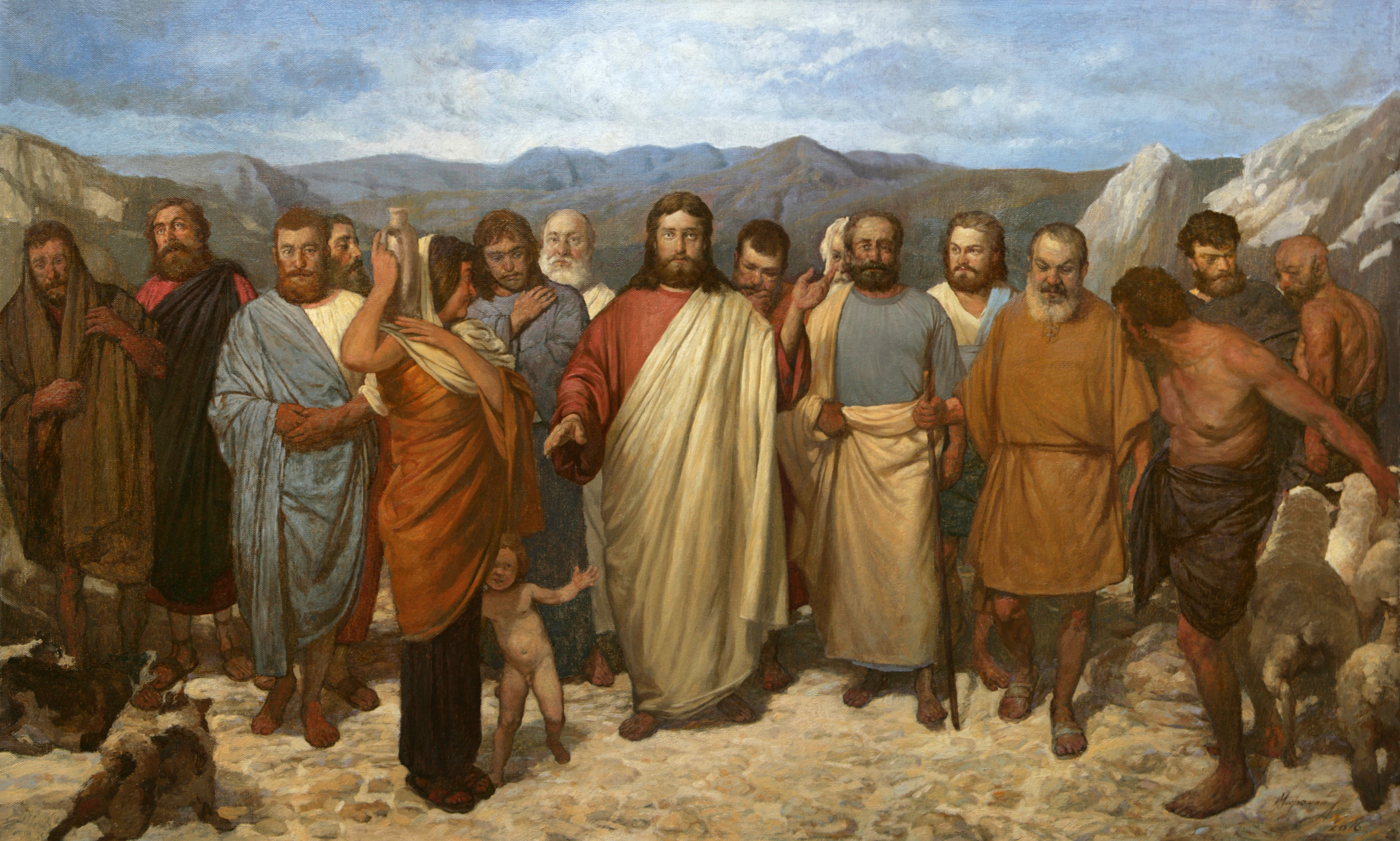
Mười hai đệ tử đầu tiên của Chúa Jesus và bản thân Ngài cũng là người Do Thái

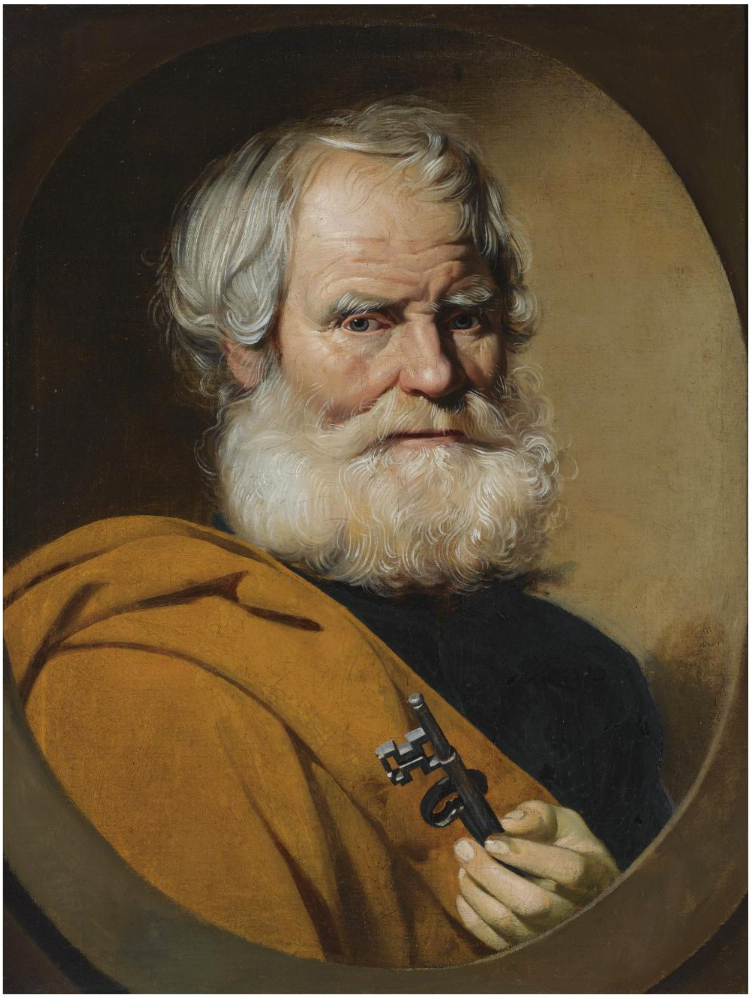
Thánh Phêrô Đức Giáo hoàng đầu tiên là người Do Thái

- Tông đồ, mười hai tông đồ, những đệ tử đầu tiên của Chúa Jesus là người do thái
- Neal Chase
- Ram Dass, tác giả người Mỹ gốc Ấn hiện đại
- Jacob Frank
- Maurice Frydman Người Do thái Ba Lan sống ở Ấn Độ và đã tham gia vào việc dịch thuật tác phẩm của Nisargadatta "I am That." Was close to Gandhi and Nehru
- Jesus, tạo cảm hứng cho việc sáng lập ra Cơ đốc giáo
- John the Baptist, được tôn kính bởi các Kitô hữu
- Jean-Marie Lustiger, Đức Hồng y Pháp (người do thái lớn lên trong môi trường Công giáo)
- John Joseph O'Connor
- Thánh Phêrô, Đức Giáo hoàng đầu tiên
- Sứ đồ Phaolô, lãnh đạo Kitô giáo đầu tiên
- Edith Stein, Nữ tu Công giáo, nạn nhân cuộc diệt chủng người do thái
- Têrêsa thành Ávila, một thánh công giáo (ba má là người cải đạo)

## Các giới chức sắc tôn giáo theo quốc gia

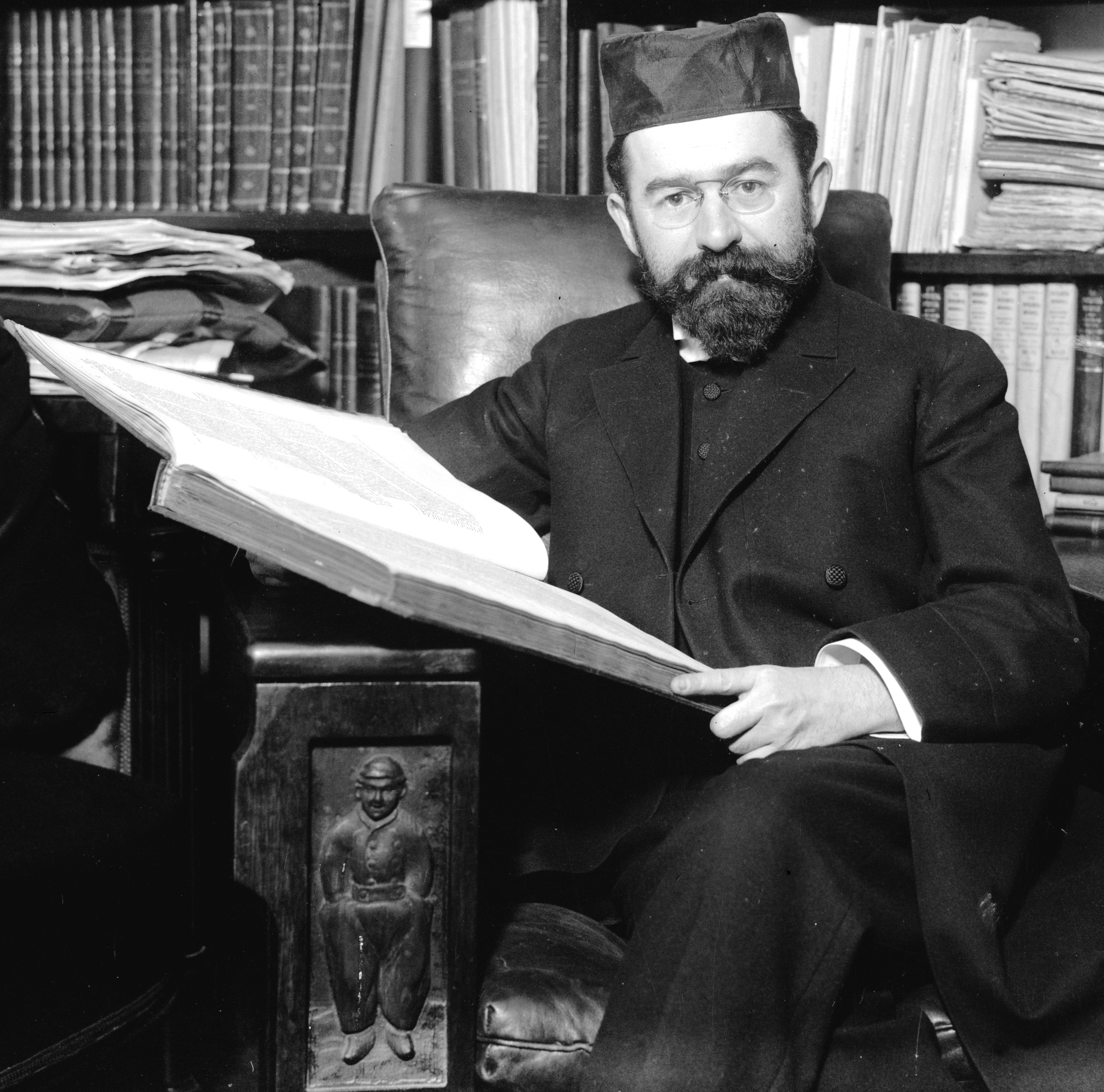
Joseph Herman Hertz trưởng môn người do thái ở vương quốc Anh

### Đức

#### Các vị học giả
- Felix Adler
- Hugo Bergmann (sinh ở Prague)
- Max Bodenheimer
- David Cassel
- Ismar Elbogen
- Emil Ludwig Fackenheim
- Jonas Fränkel

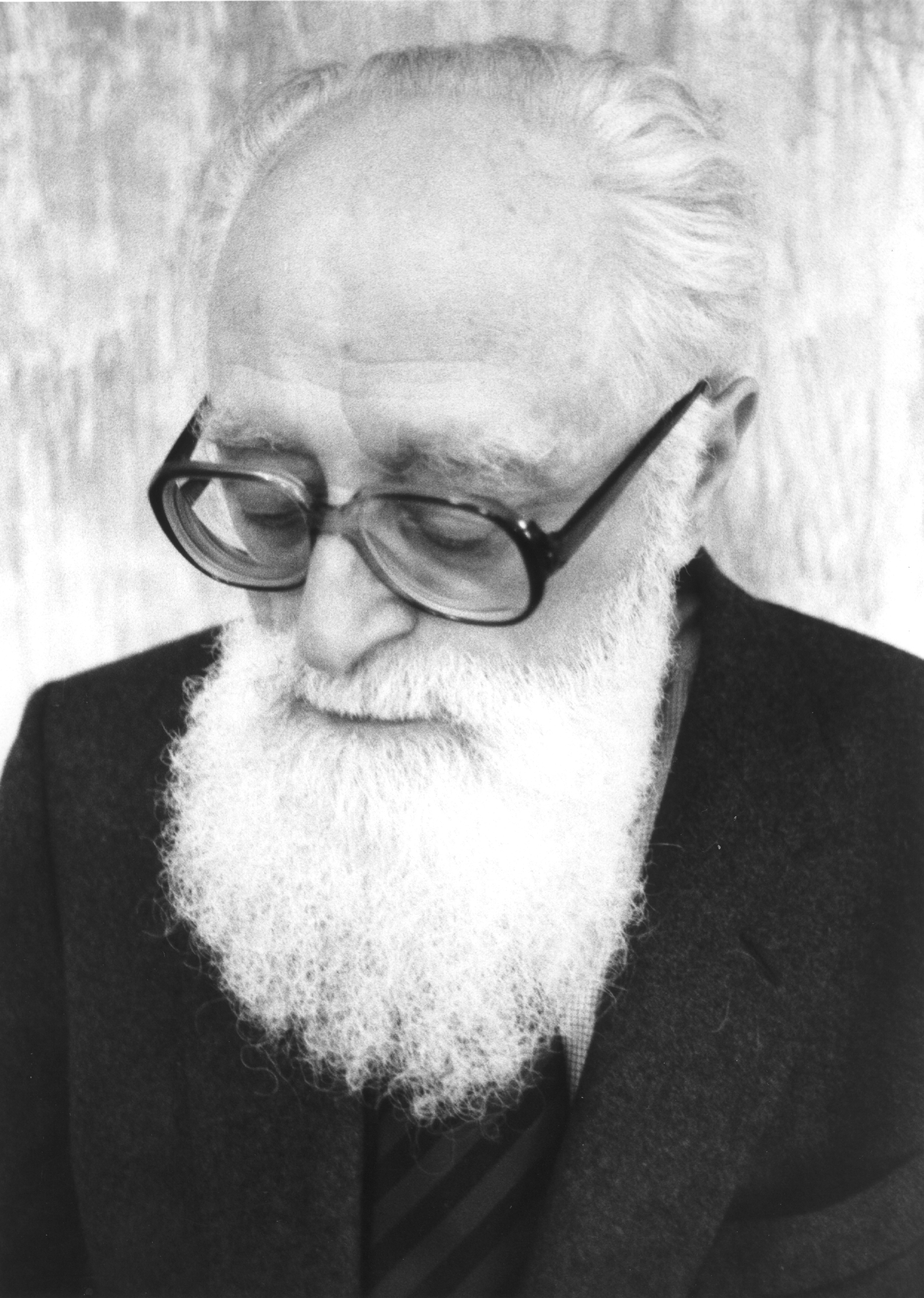
Chân dung vị học giả người do thái Friedrich Weinreb

- Heinrich Graetz, sử gia người do thái (sinh ở Posen)
- Manuel Joël, nhà triết học người do thái
- Isaak Markus Jost, nhà lịch sử người do thái
- Marcus Kalisch, vị học giả kinh thánh
- Jakob Klatzkin
- Israel Lewy
- Moses Mendelssohn, triết học gia khai hóa người do thái
- David Rosin
- Gershom Scholem, học giả lịch sử người do thái
- Ernst Simon
- Friedrich Weinreb (sinh ở Lemberg)
- Benedict Zuckermann
- Leopold Zunz, nhà học giả người do thái

#### Khác
- Ayya Khema, Nhà sư Phật giáo người do thái
- Adolf Lasson
  - Georg Lasson
- Johannes Pfefferkorn, nhà tranh luận chống đối người do thái
- Friedrich Adolf Philippi
- Johann Peter Spaeth (Moses Germanus Ashkenazi), ki tô hữu người Đức
- Edith Stein, ma sơ, nạn nhân vụ diệt chủng người do thái

### Hungary
- Joseph Breuer
- Henrik Bródy

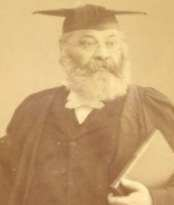
Dr.Schiller-Szinessy giáo sư người Do Thái đầu tiên ở Cambridge

- Joseph Hertz, Trưởng môn của Vương quốc Anh[1]
- Abraham Hochmuth
- Sanz-Klausenberger bô lão đến từ Kolozsvár (hiện nay Cluj-Napoca, Romania)
- Ludwig Lichtenstein
- Puppa
- Sándor Scheiber, giám đốc Đại Chủng việnBudapest
- Solomon Marcus Schiller-Szinessy, giáo sư người Do Thái đầu tiên ở Cambridge
- Isaac Tyrnau
- Joachim Jacob Unger
- Wahrmann family
- Michoel Ber Weissmandl
- Béla Wenckheim

### Anh Quốc

#### Những nhà lãnh đạo tôn giáo khác
- Selig Brodetsky, tổng thống Hội đồng Quản trị Anh
- Barnett Janner, tổng thống Hội đồng Quản trị Anh
- Greville Janner, tổng thống Hội đồng Quản trị Anh
- Ewen Montagu, tổng thống Nhà thờ Do Thái
- Claude Montefiore, người đồng sáng lập Học thuyết Do Thái Tự Do của Anh
- Anthony Rothschild, tổng thống đầu tiên của Nhà thờ Do Thái